# Hans-Theodor Schmidt

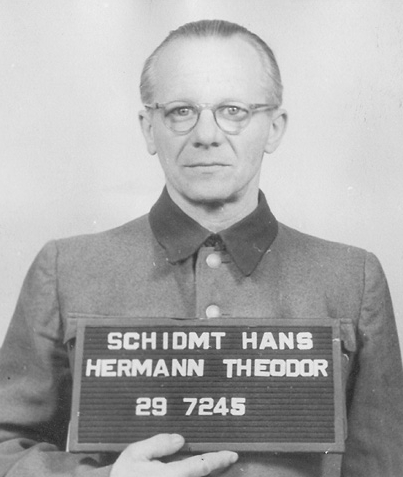
Hans-Theodor Schmidt im April 1947

Hans Hermann Theodor Schmidt (* 25. Dezember 1899 in Höxter; † 7. Juni 1951 in Landsberg am Lech) war ein deutscher SS-Hauptsturmführer und Adjutant des Lagerkommandanten des KZ Buchenwald. Nach Kriegsende wurde er hingerichtet.

## Leben
Schmidt war der Sohn eines Zementfabrikanten und Baustoffgroßhändlers. Er beendete in seiner Heimatstadt am König-Wilhelm-Gymnasium die Schullaufbahn mit dem Abitur. Er nahm zwischen 1917 und 1918 am Ersten Weltkrieg teil und schloss sich nach Kriegsende einem Freikorps an. Von 1919 bis 1920 leistete er Militärdienst bei der Reichswehr. Anschließend absolvierte er eine kaufmännische Ausbildung und war danach als Kaufmann in den Niederlanden und Belgien tätig.
Schmidt trat 1932 in die NSDAP (Mitgliedsnummer 1.246.794) und die SS ein. 1935 zog er ins benachbarte Holzminden. Nach dem Wechsel zur Waffen-SS leistete Schmidt von 1940 bis 1941 Dienst im SS-Sonderlager Hinzert, im November 1941 erfolgte seine Versetzung in das KZ Buchenwald bei Weimar. Hier fungierte Schmidt von April bis September 1942 als Adjutant im Wachbataillon. Mit dem Antritt von Schmidts ehemaligen Vorgesetzten im Lager Hinzert, Hermann Pister, als Nachfolger von Karl Otto Koch wurde Schmidt im September 1942 Adjutant des Lagerkommandanten und verblieb in dieser Stellung bis zur Befreiung Buchenwalds im April 1945. 1944 behielt er bis Kriegsende den Rang eines SS-Hauptsturmführers. Noch im Mai 1945 wurde Schmidt von Angehörigen der US-Armee verhaftet. Am 14. September 1945 wurde er aus dem Kriegsgefangenenlager Bad Aibling in Bayern zur Dienststelle des Civil Internment Camp nach Freising gebracht und am 17. September 1945 zu einer US-Dienststelle in Oberursel.
Ab dem 11. April 1947 war Schmidt im Rahmen der Dachauer Prozesse Angeklagter im Buchenwald-Hauptprozess. Zu den weiteren 30 Angeklagten zählten der für Buchenwald zuständige Höhere SS- und Polizeiführer Fulda-Werra, Josias zu Waldeck und Pyrmont, der Lagerkommandant Hermann Pister sowie weitere Angehörige des Lagerpersonals. Wegen seiner Verantwortung für die Überwachung und Leitung sämtlicher Hinrichtungen zwischen 1942 und 1945 wurde Schmidt am 14. August 1947 zum Tode durch den Strang verurteilt.
Das Todesurteil gegen Schmidt war eines der beiden, die am 31. Januar 1951 vom Oberbefehlshaber der US-amerikanischen Streitkräfte in Europa, Thomas T. Handy, bestätigt wurden (das andere war das gegen Georg Schallermair). Handy wandelte gleichzeitig elf weitere Todesurteile in lebenslange Haft um. In seiner Begründung verwies er auf die hohe Stellung Schmidts in der Lagerverwaltung, der den Kommandanten Hermann Pister in dessen Abwesenheit vertreten habe. Nach Pisters Angaben habe Schmidt sich sehr aktiv an den Ausschreitungen im KZ beteiligt und sich eine größere Autorität angemaßt, als ihm zustand. Handy ging dann auf die in der Genickschussanlage des Konzentrationslagers Buchenwald verübten Morde ein:

„Hans Schmidt war zugegebener Weise ungefähr drei Jahre lang Adjutant im Konzentrationslager Buchenwald. […] Er hatte sämtliche Hinrichtungen von Lagerinsassen unter sich; darunter befanden sich mehrere hundert Kriegsgefangene, die von einer Sondereinheit, dem sogenannten Kommando 99, umgebracht wurden. Diese Hinrichtungen fanden in einem früheren Pferdestall statt, der den Anschein einer Lazarett-Apotheke erwecken sollte. Wenn die nichtsahnenden Opfer gegen eine Wand gestellt wurden, scheinbar um ihre Größe zu messen, wurden sie mit einer, in der Wand verborgenen, starken Luftpistole in den Hinterkopf geschossen. Manchmal wurden auf diese Weise bis zu dreißig Opfer auf einmal umgebracht. Andere von Schmidt überwachte Hinrichtungen fanden im Lagerkrematorium statt; die Opfer wurden an Wandhaken aufgehängt und langsam zu Tode gewürgt. Ich kann in diesem Falle keinen Grund für Gnade finden.“

Am 7. Juni 1951 wurde Hans-Theodor Schmidt nach erfolglosen Gnadengesuchen des Hauptausschusses Höxter, Zeitungsaufrufen und einer Gnadenkampagne, die bis zum Obersten Bundesgericht der USA führte, im Gefängnishof der Kriegsverbrechergefängnis Landsberg hingerichtet und danach am 9. Juni 1951 in seinem Heimatort Höxter auf dem Friedhof am Wall beerdigt. An der Beerdigung sollen über 5.000 Personen teilgenommen haben, darunter auch viele ehemalige SS-Angehörige. Es waren 800 Polizisten zugegen, die eine Instrumentalisierung der Trauerfeier durch die Sozialistische Reichspartei (SRP) verhindern sollten. Die SRP erreichte bei der Landtagswahl in Niedersachsen 1951 in Holzminden rund 30 Prozent der abgegebenen Stimmen.
Am 12. Juni 1951 erhielt das Bundespresseamt die Todesanzeige aus Holzminden mit den seine Unschuld beteuernden Worten:

„Ich erkläre, daß ich nichts anderes getan habe, als was Sie, meine Herren, eben jetzt auch tun. Ich habe Befehle ausgeführt, die mir rechtmäßig gegeben worden sind. Ich scheide als der letzte der Landsberger Todeskandidaten. Ich sterbe unschuldig.“

Schmidt war mit seiner Frau aus Holzminden stammend, verheiratet und Vater zweier Kinder.